# Museu Nacional d'Història de l'Azerbaidjan
El Museu Nacional d'Història de l'Azerbaidjan (en àzeri, Azərbaycan Tarix Muzeyi) és el museu més gran de l'Azerbaidjan, localitzat a Bakú, en el Palau de Zeynalabdin Taghiyev. Zeynalabdin Taghiyev va ser el magnat petrolier filantrop de l'Azerbaidjan. Es va fundar l'any 1920 i va obrir als visitants l'any 1921.

## Història
L'edifici del Museu va ser construït en 1893–1902. La mansió de l'estil renaixentista italià és immensa i hi ha quatre pisos en algunes parts de l'edifici. Va ser dissenyat per l'arquitecte polonès Józef Gosławski.

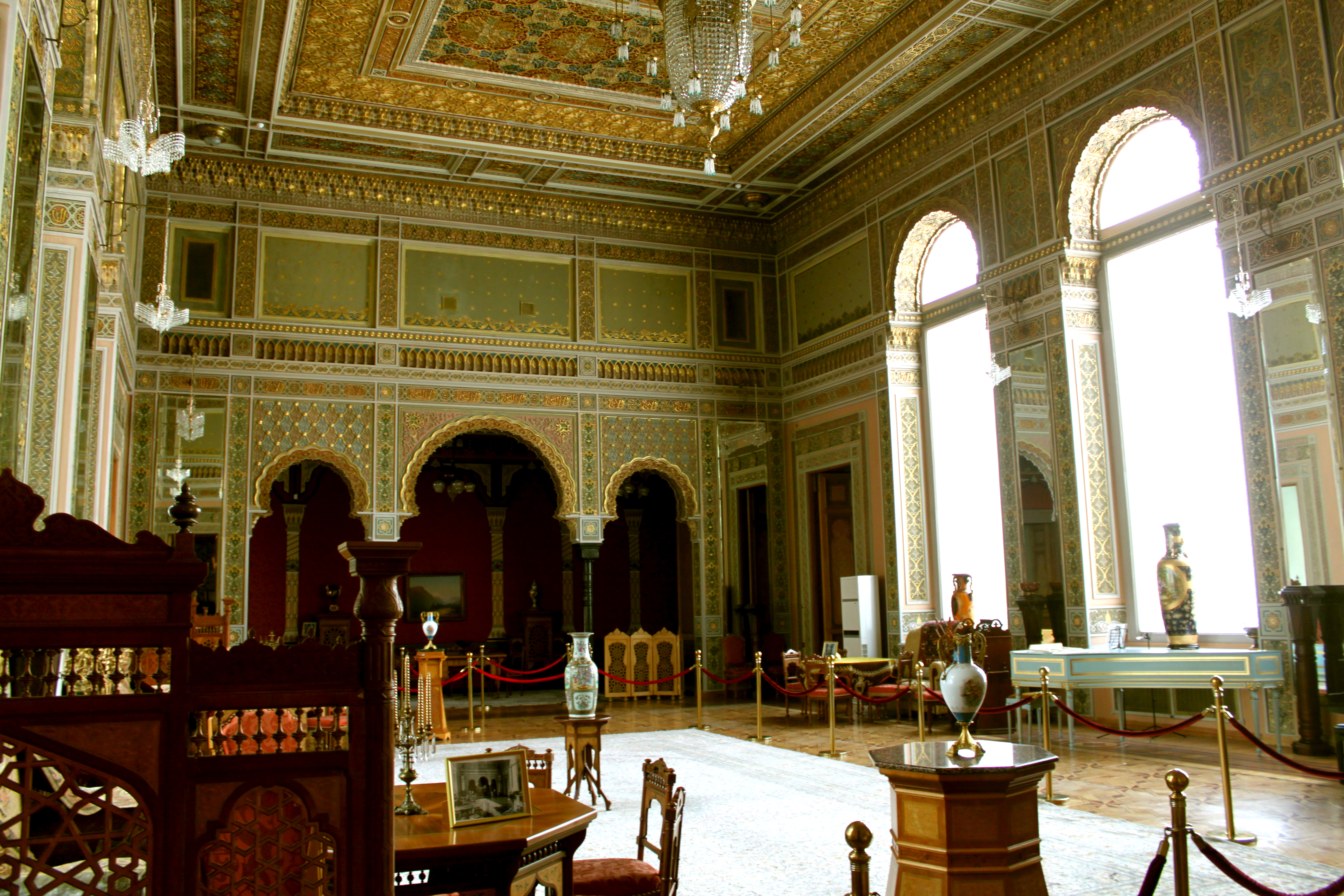
El Palau de Zeynalabdin Taghiyev

Quan l'Exèrcit Roig va entrar a Bakú l'abril de 1920, la residència de Taghiyev es va confiscar immediatament. Segons la resolució de la comissaria de l'URSS, la residència va ser establerta com a museu el juny de 1920, però només dos mesos després els Bolxevics van prendre Bakú.
El maig de 1934 va ser adoptada l'ordre especial per millorar l'ensenyament d'història i geografia a les escoles o inculcar els "avantatges" de la societat socialista als seus membres. Els nous tipus dels museus històrics i regionals es van crear per inspirar l'ensenyament i la promoció d'història.

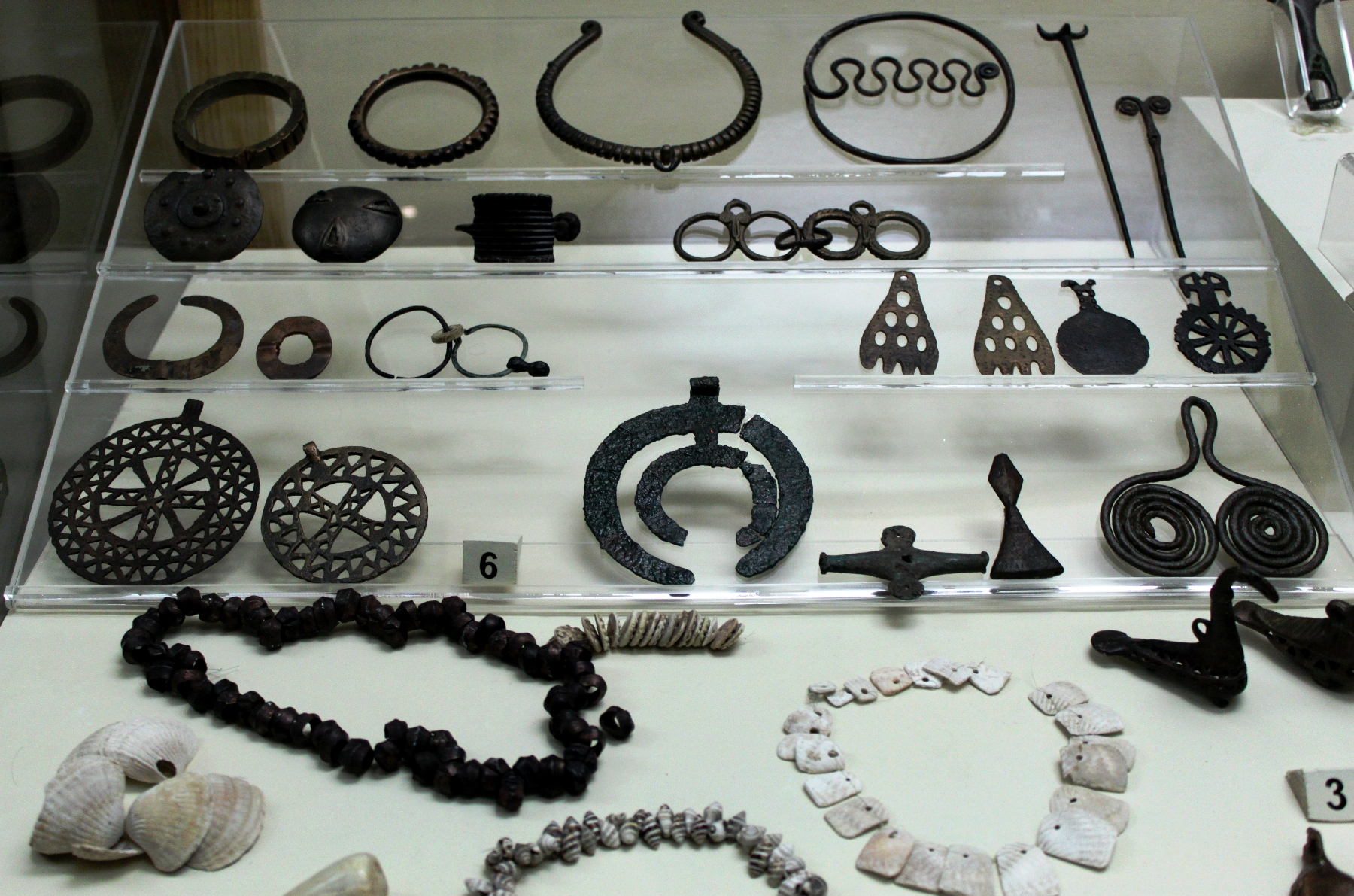
Els adorns de coure

Des de 1925 fins a 1960 l'Institut d'Història va ser responsable dels treballs arqueològics, les fundacions per a la investigació científica dels materials antics i monuments culturals al territori de l'Azerbaidjan es van realitzar sota la direcció dels arqueòlegs Davud Sharifov, Yevgeniy Pakhomov, Ishak Jafar-Zadeh, Movsum Salamov, Saleh Gaziyev, Mammadali Huseynov. Les excavacions es van dur a terme a Xocalı, Qəbələ, Ganya, Beyləqan, Mingachevir i altres llocs. La col·lecció del museu consta dels materials que han descobert durant aquestes excavacions i expedicions etnogràfiques.

## Arquitectura

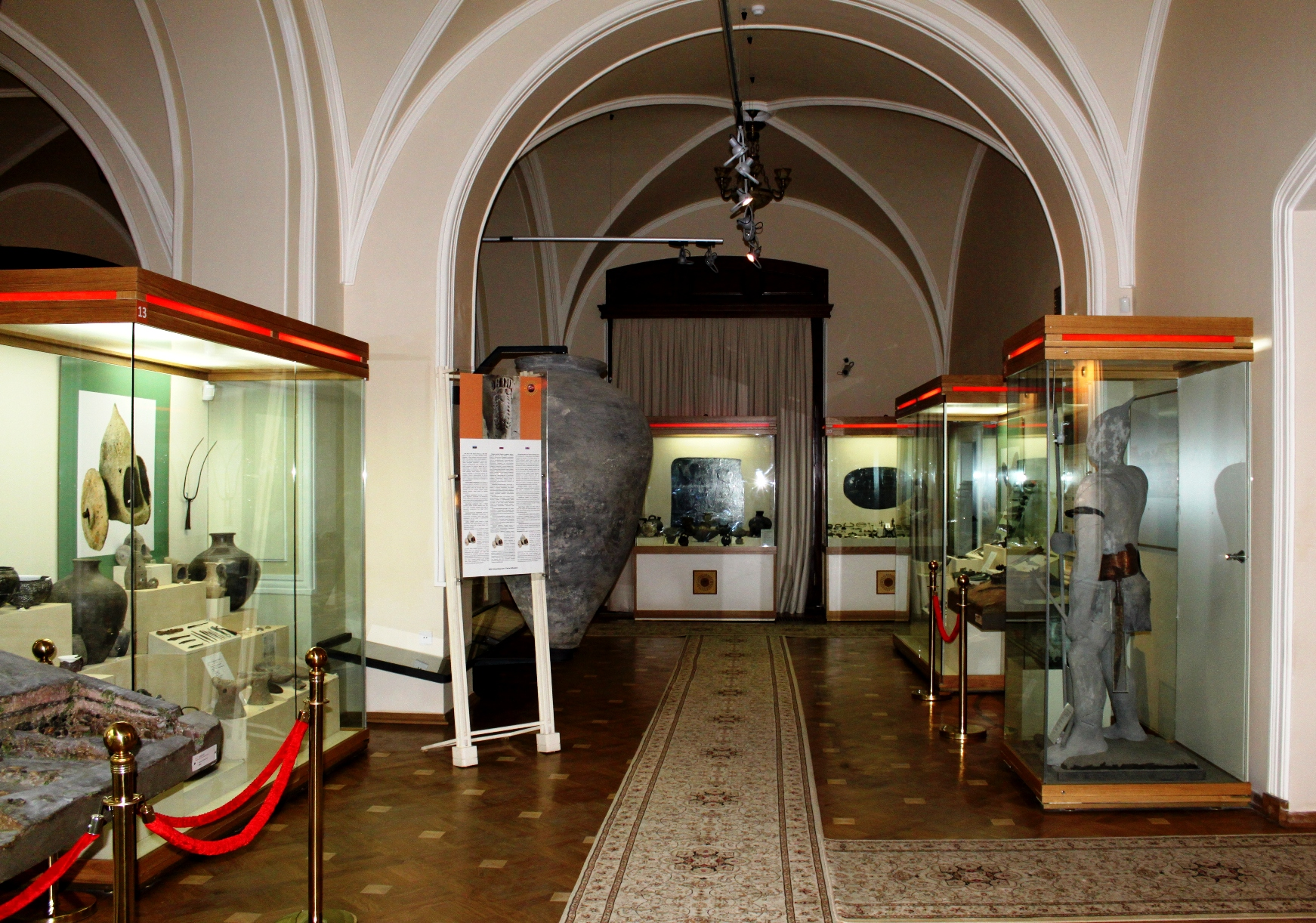
Exposició del museu

En el segon pis de la residència de Taghiyev existeixen dues grans sales una al costat de l'altra. Una de sales es basa en dissenys orientals (mauritanis) i l'altra en dissenys occidentals. L'Habitació Oriental té finestres enormes, arcs daurats, alts parets ornamentals, sostres i llums. A l'habitació occidental les línies són més perpendiculars en rectangle.
Segons les fotografies una de les més elaborades habitacions era el boudoir (habitació privada) de la dona de Taghiyev. Tots els mobles i les pintures han desaparegut d'aquesta habitació. Avui gens queda excepte el sostre de mosaic. Durant el període soviètic va ser aplicat els dissenys florals en les parets. Tot i així, la pintura original de les sales principals de la residència ha resistit increïblement bé. La pintura que va utilitzar era de la pela d'ou que era la pràctica dels artistes d'icones romanes d'Orient.

## Departaments
El museu té més de 2000 exposicions i inclou els departaments següents:
- Departament d'història moderna
- Departament d'etnografia
- Departament d'història antiga i medieval de l'Azerbaidjan
- Departament d'excursió científica
- Laboratori per a la restauració de les exposicions del museu
- Fons de numismàtica: inclou la col·lecció de Yevgeni Pakhomov
- Grup de disseny de l'art
- Biblioteca

## Admissió

### Jornada laboral
El museu està obert de dilluns a dissabte d'11:00 a 18:00. La taquilla del museu està oberta fins a 17:00.
El diumenge és dia lliure i a més el primer dilluns de cada mes és dia de neteja.

### Entrades
- Adults – 5 AZN.
- Alumnes, estudiants i estudiants d'escoles militars – 2 AZN (passada lliure per a responsable del grup).
- Servei d'excursió (a més de l'entrada).
- Grup (5-20 persones) – 3 AZN.
- Servei individual d'excursió – 10 AZN.
- Guia electrònica – 3 AZN.
- Entrada familiar: Pares amb nens – 10 AZN.[5]

## Galeria

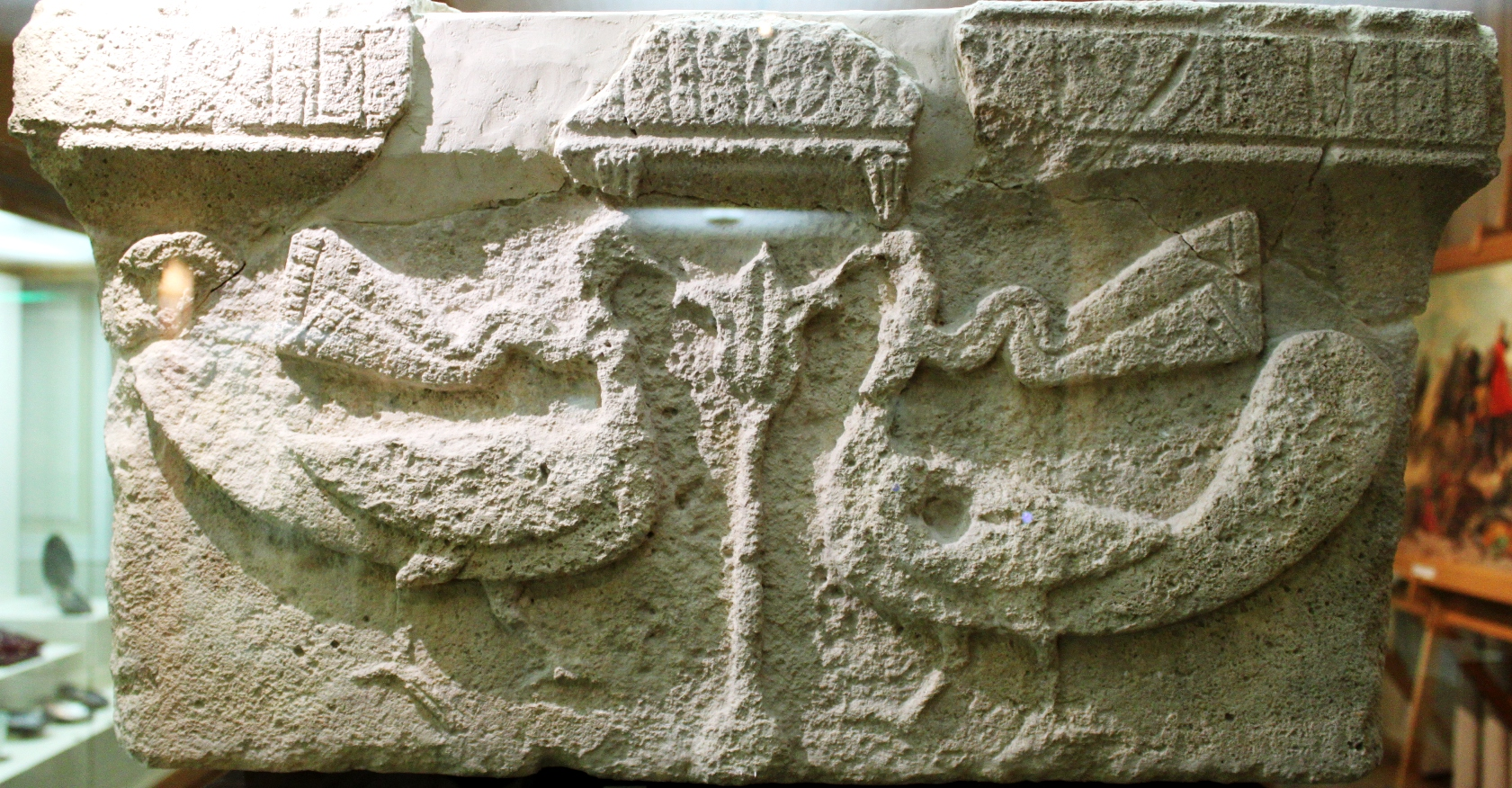
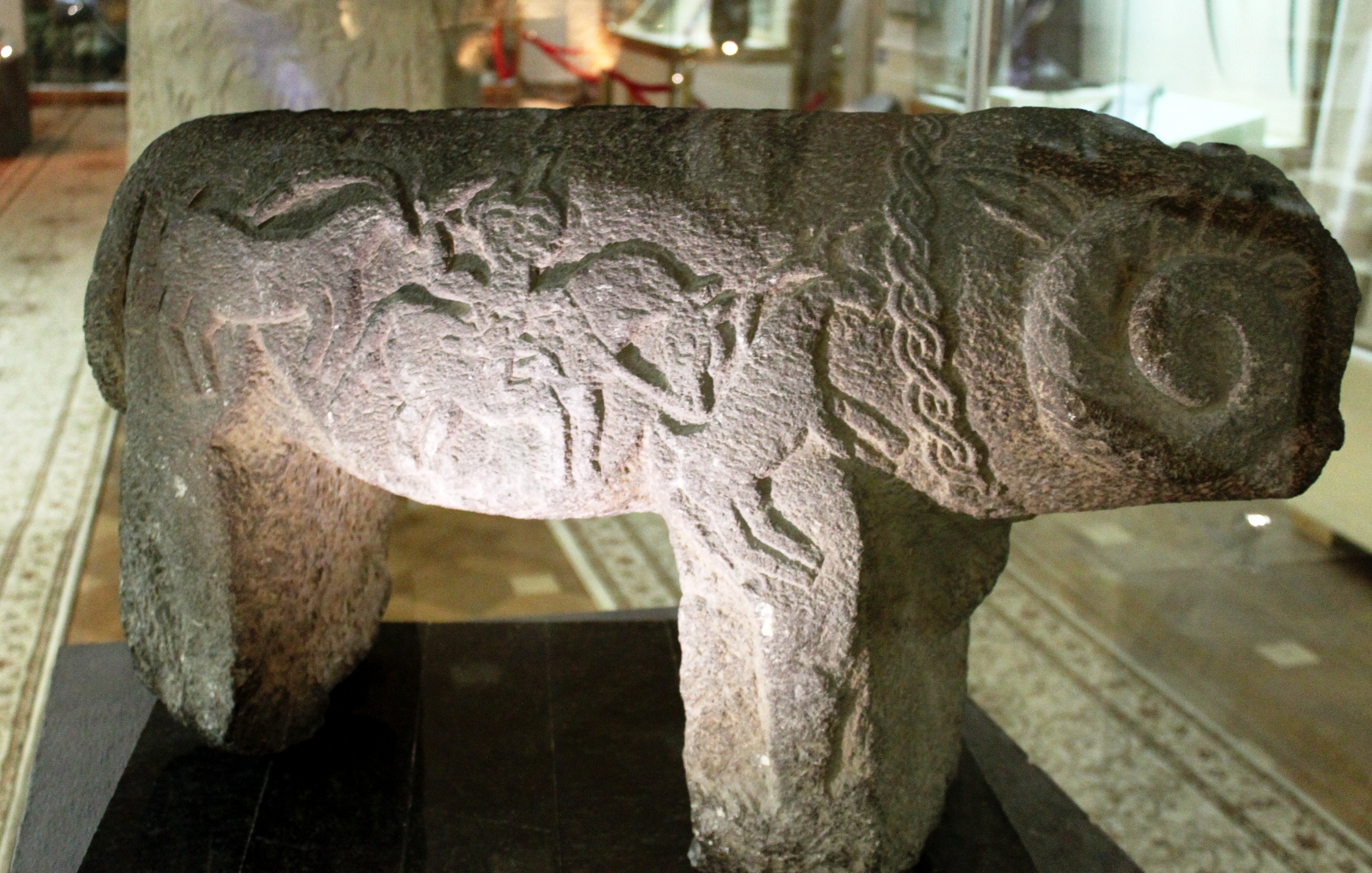
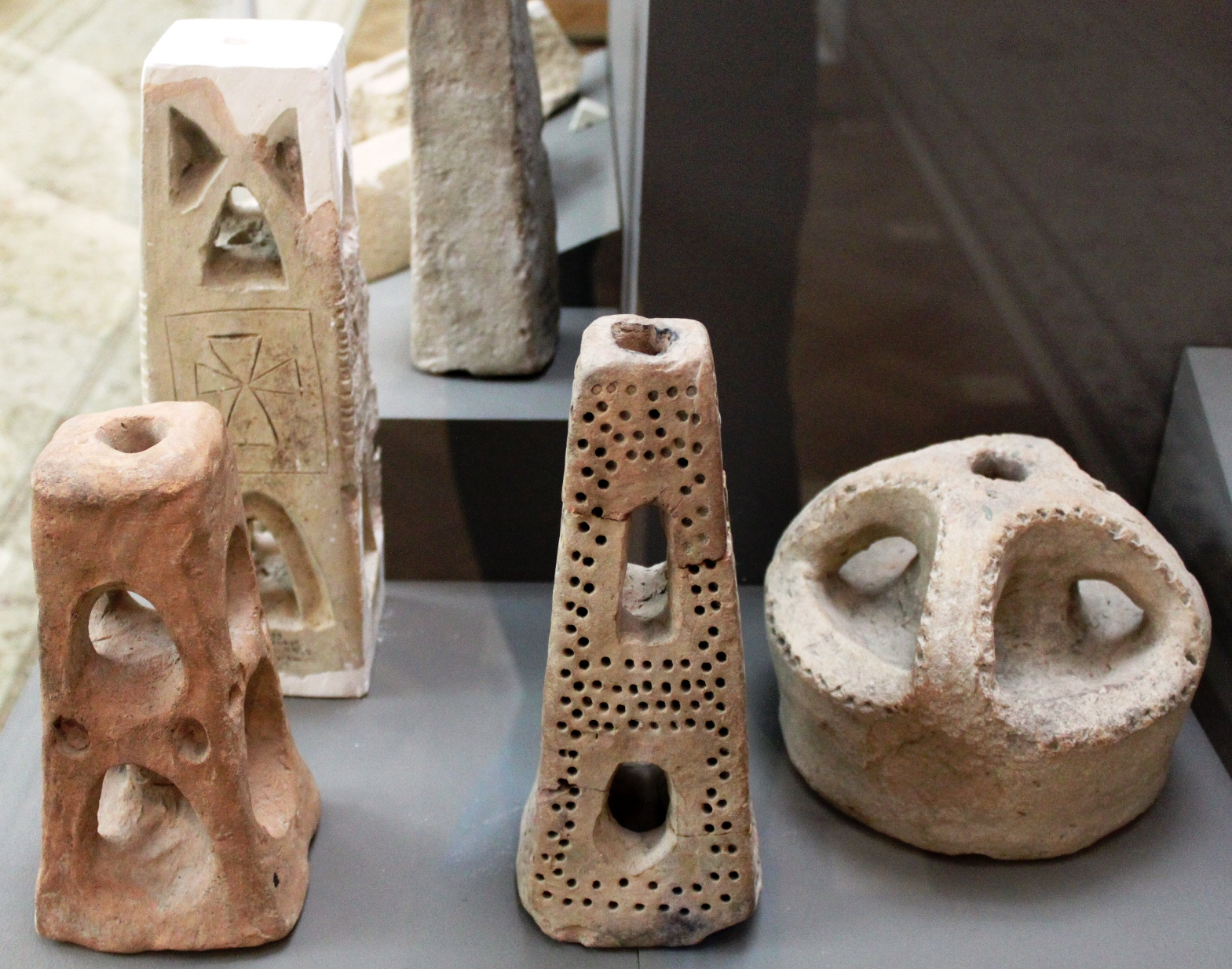
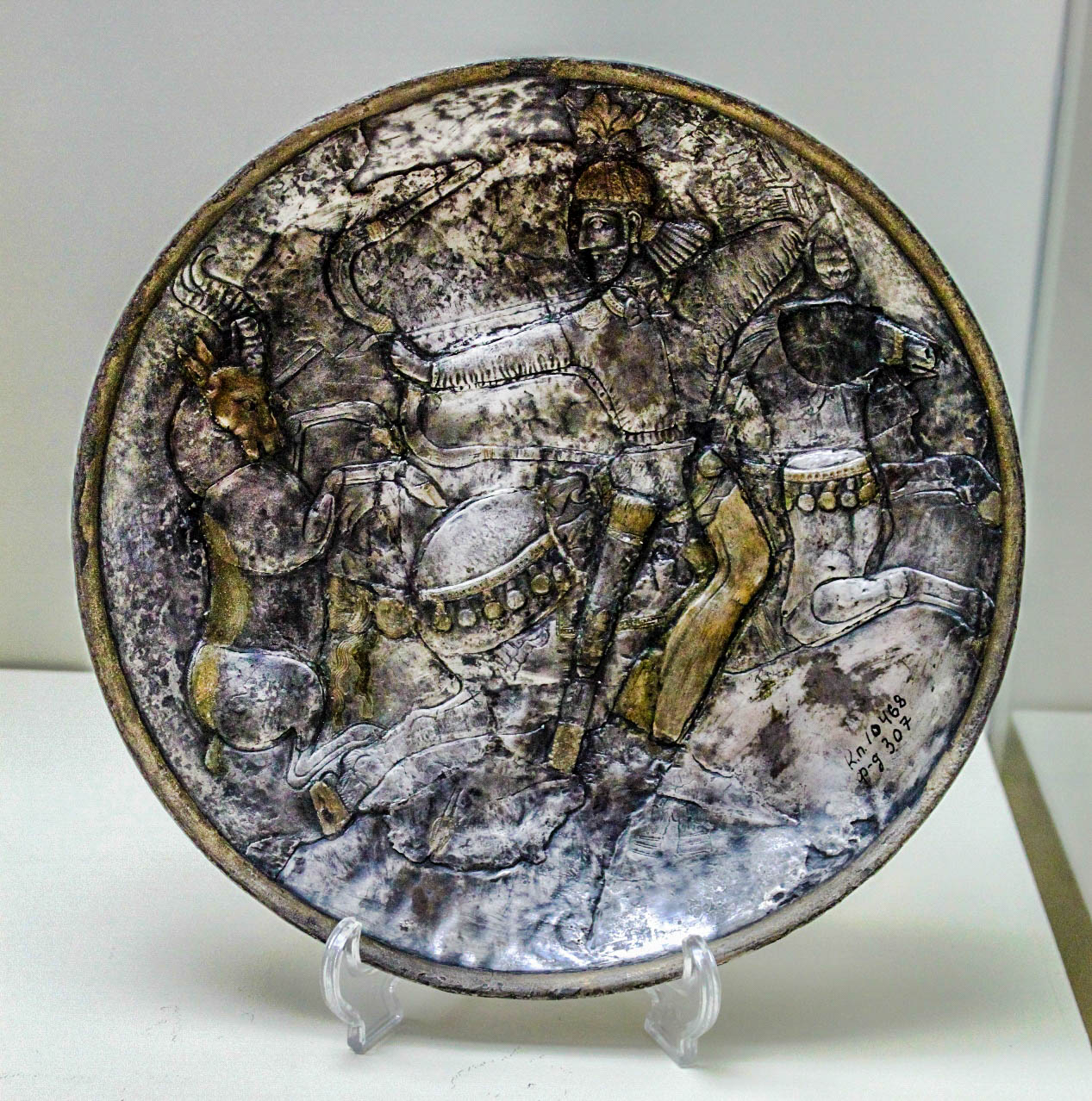
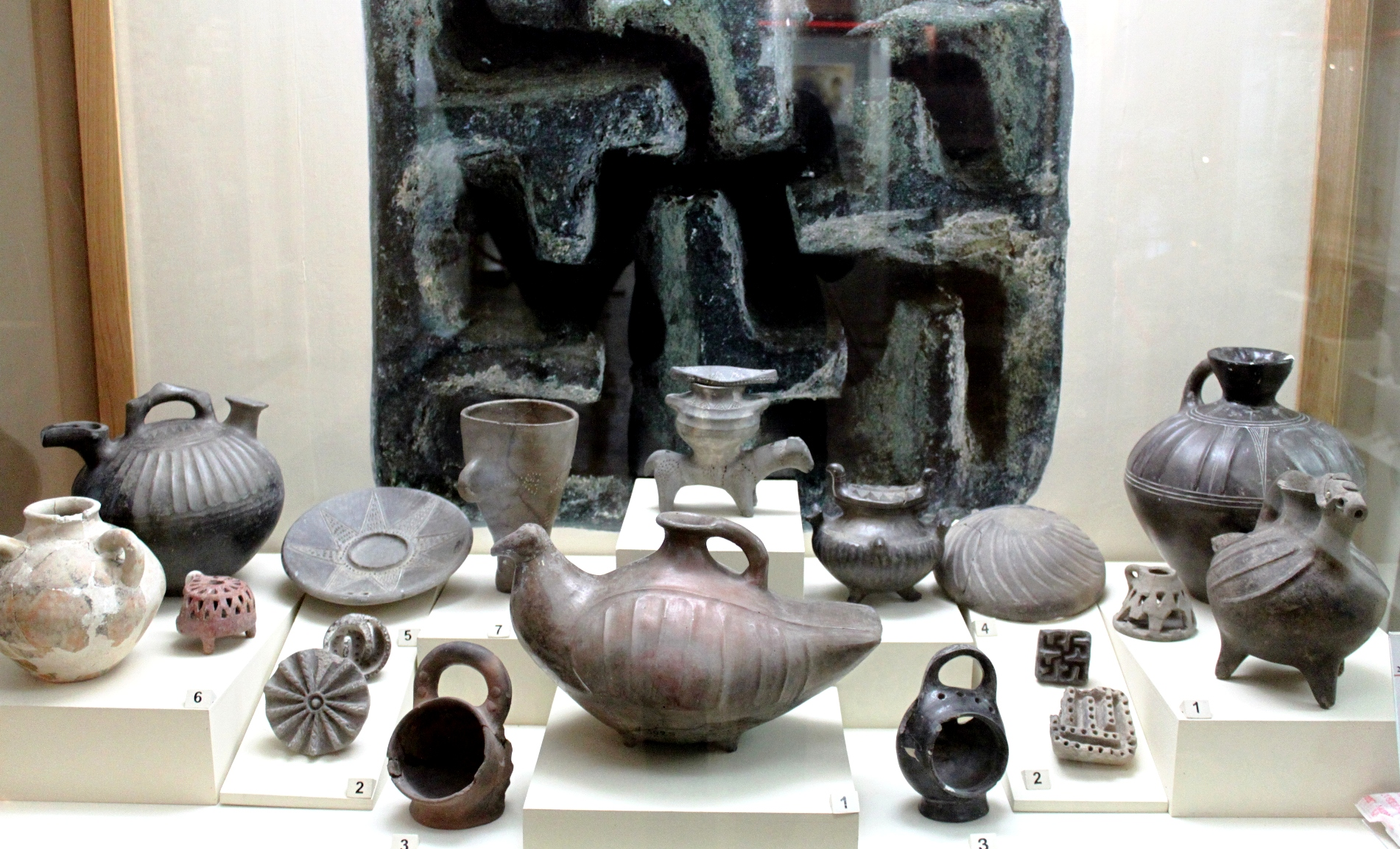
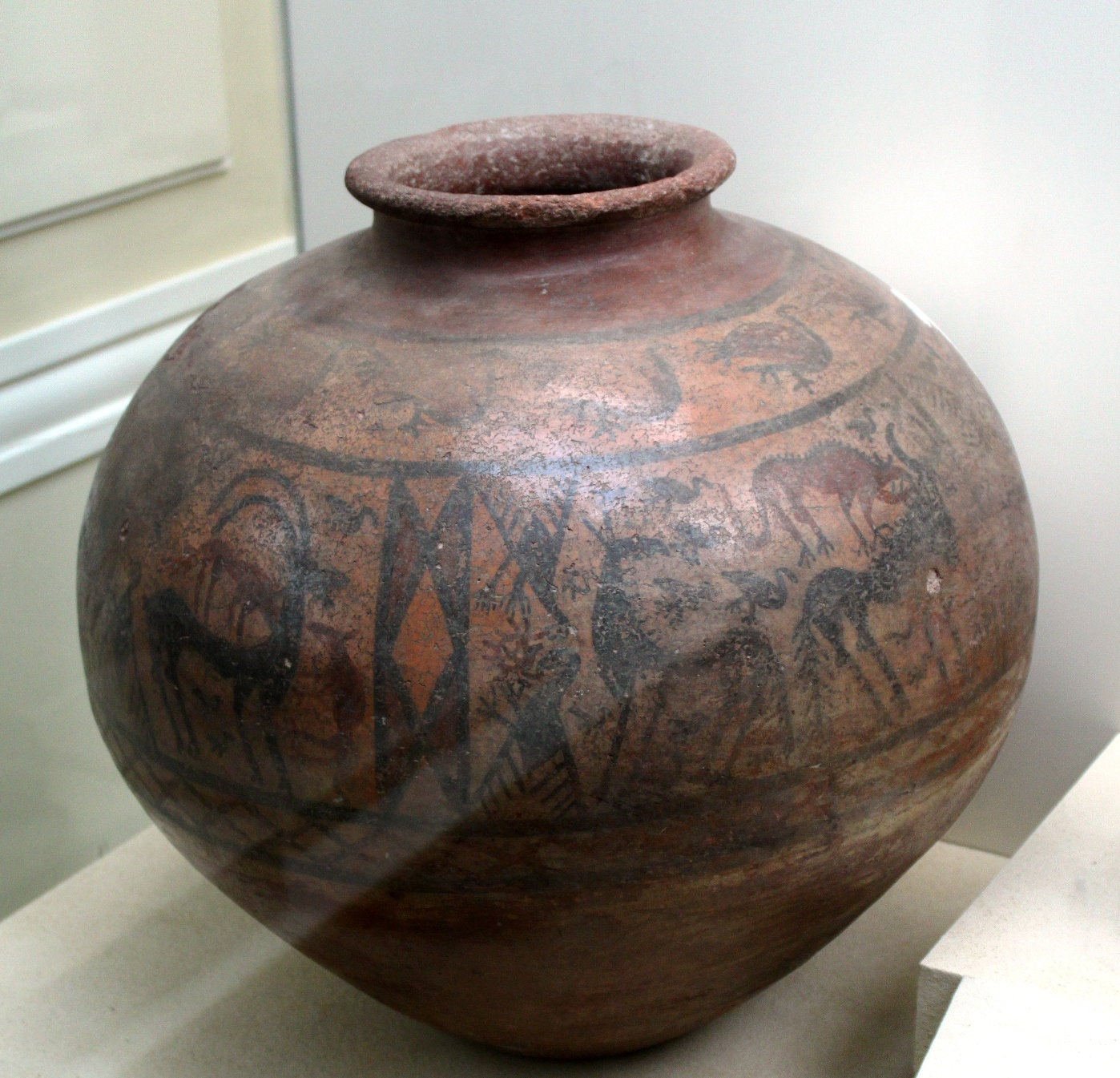
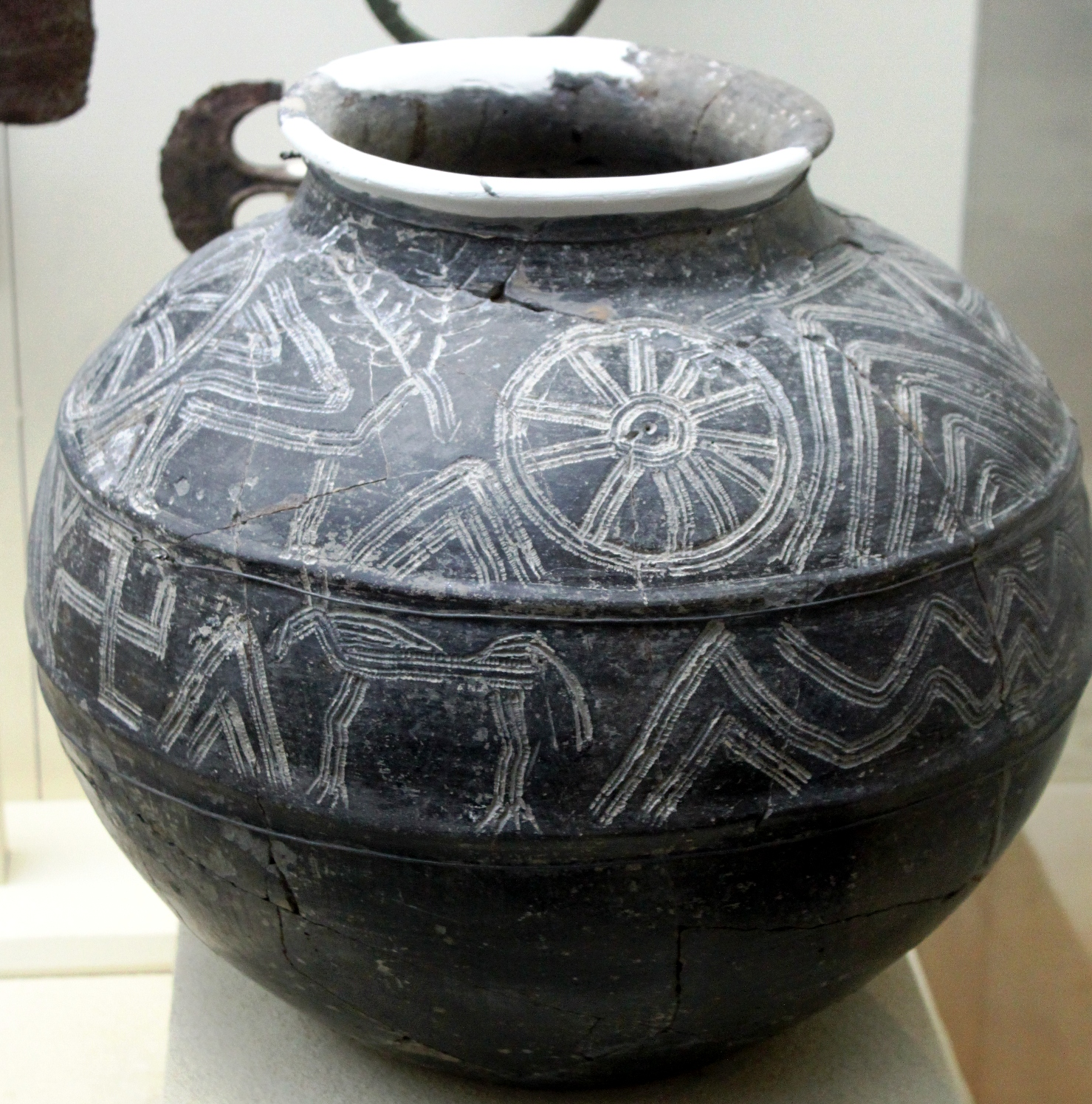
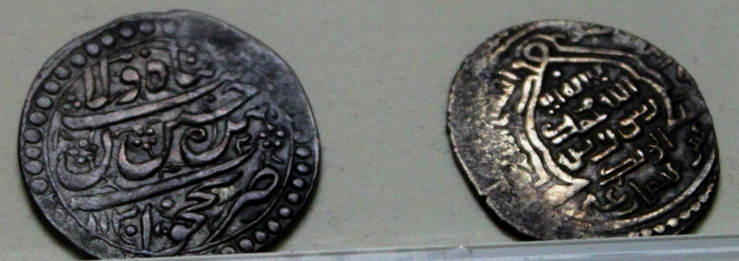
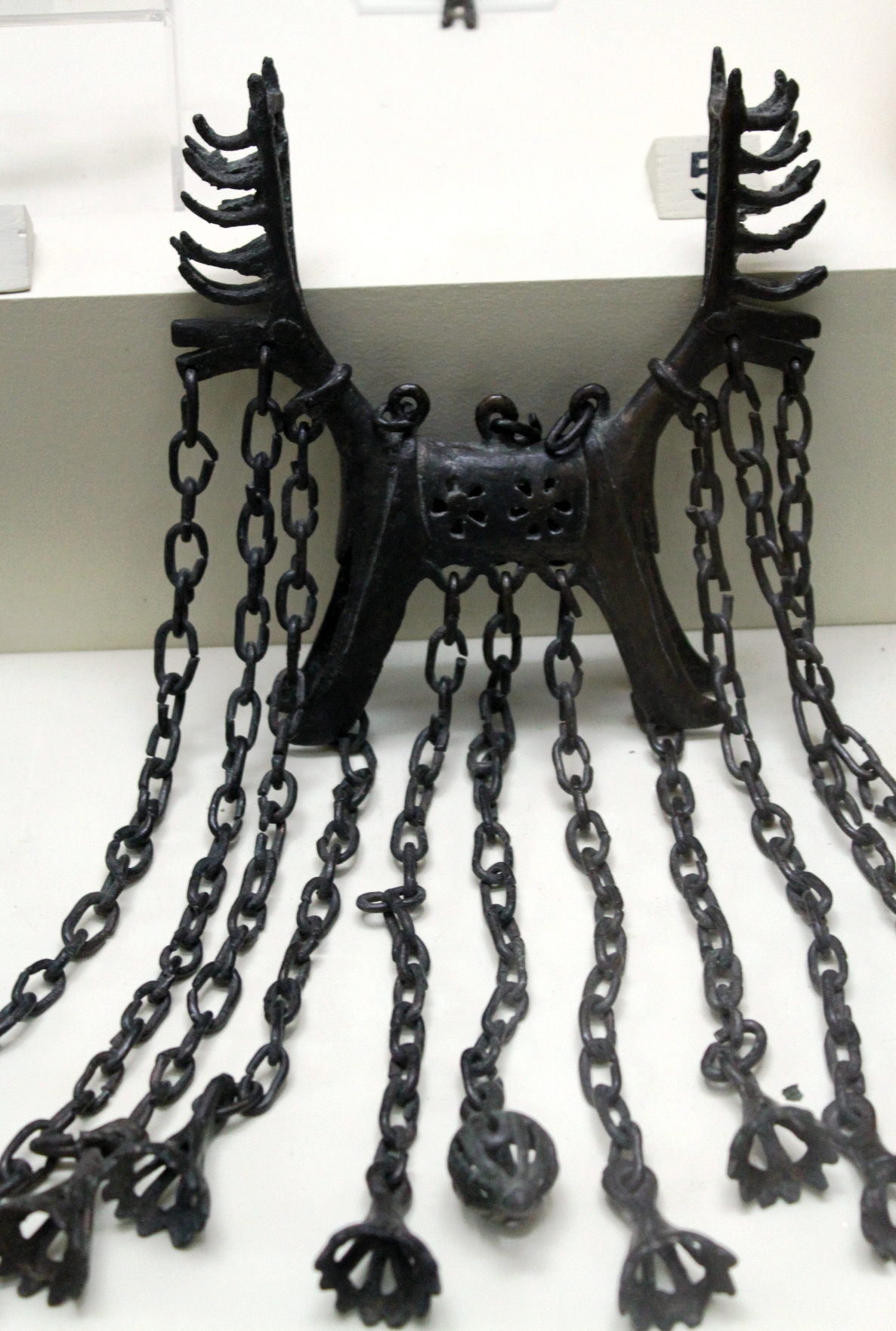
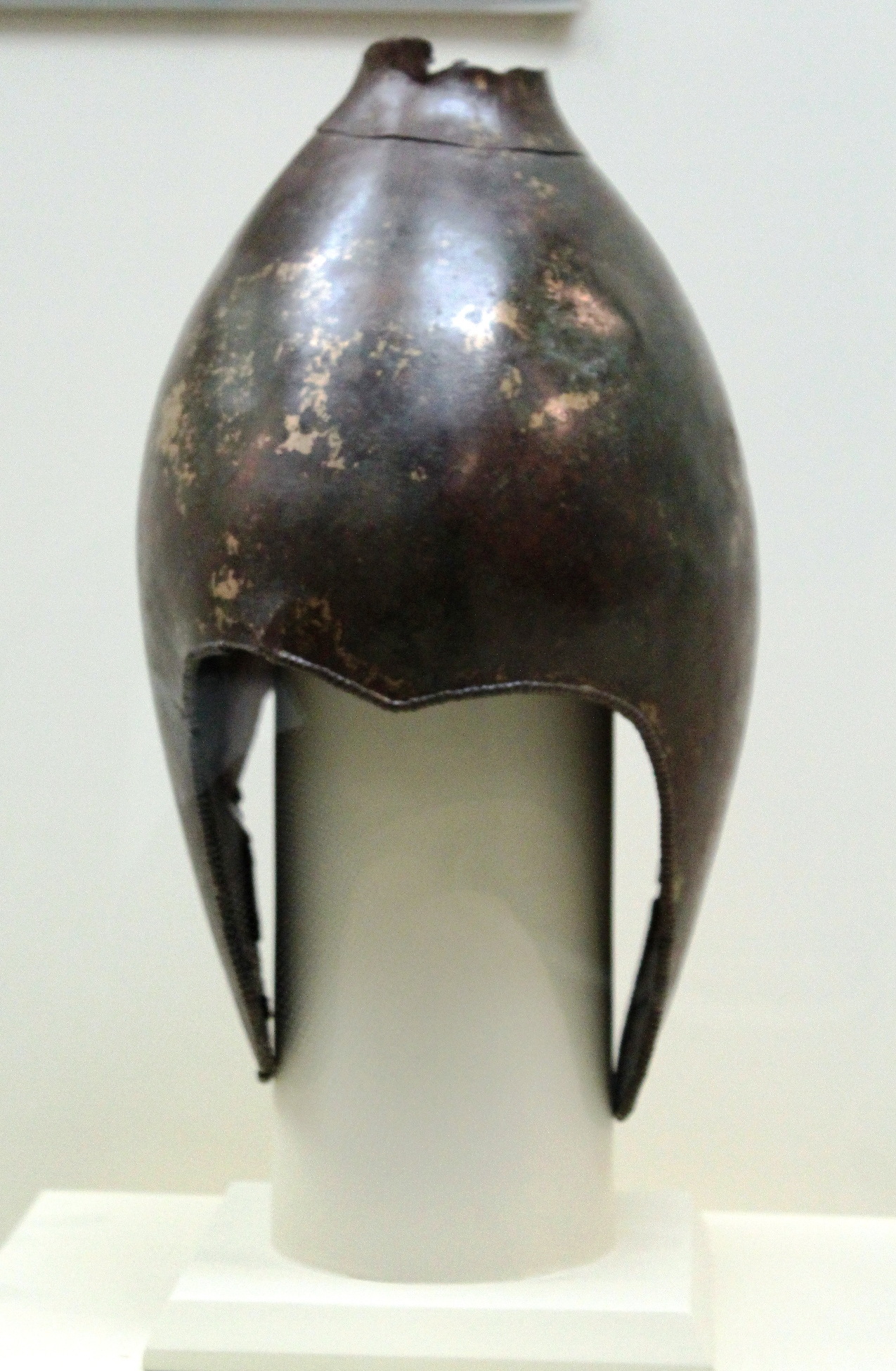
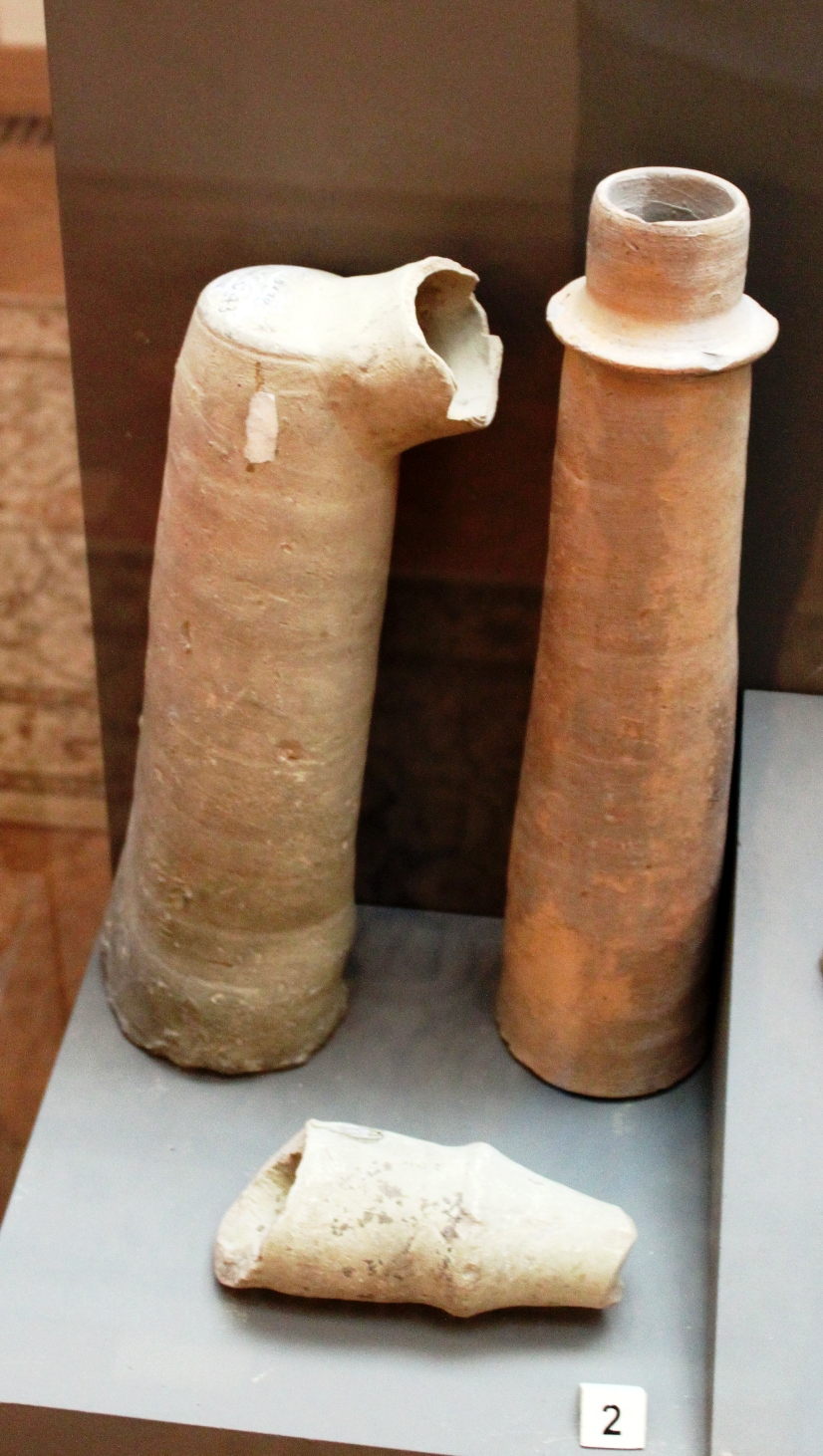
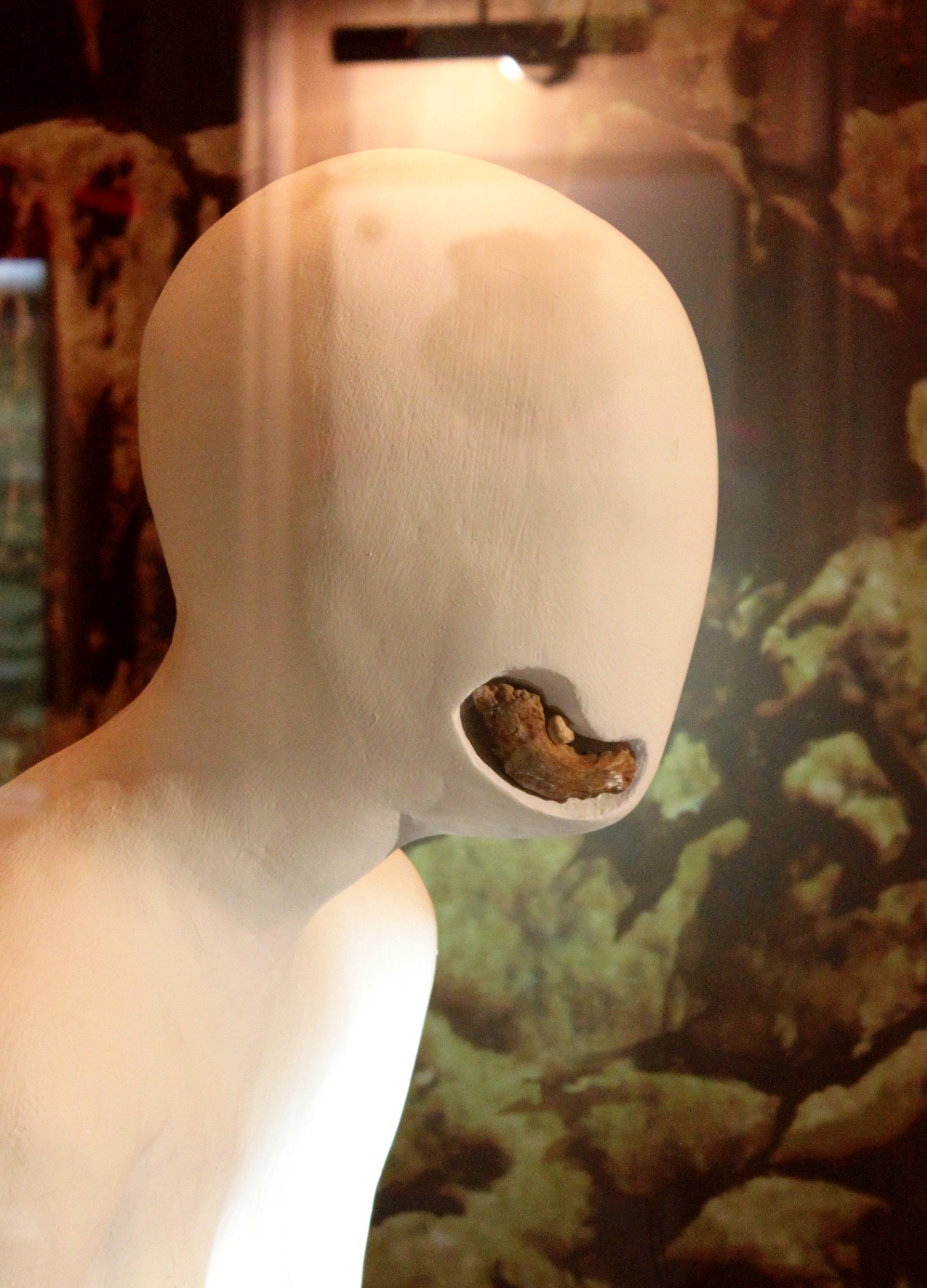
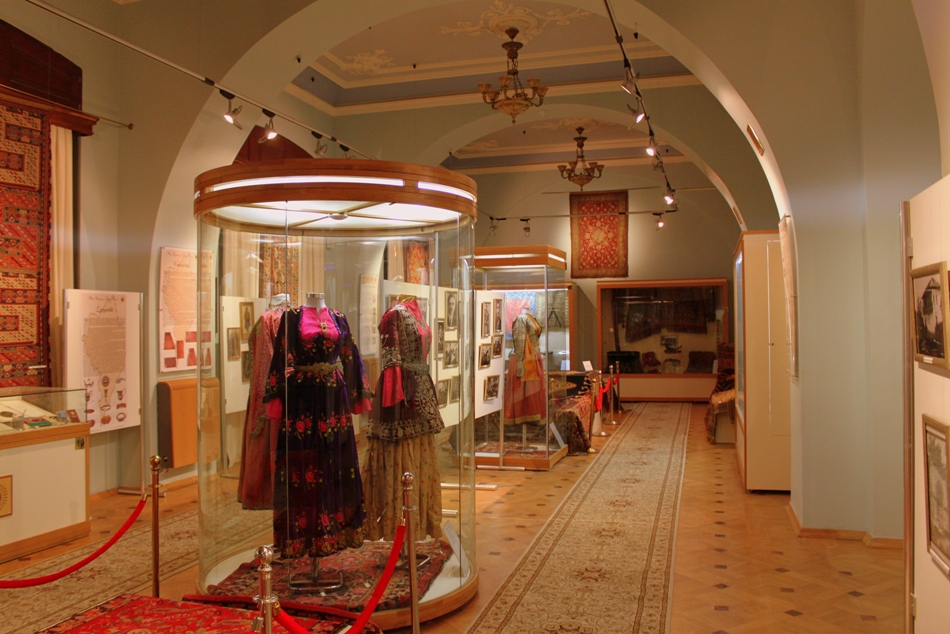
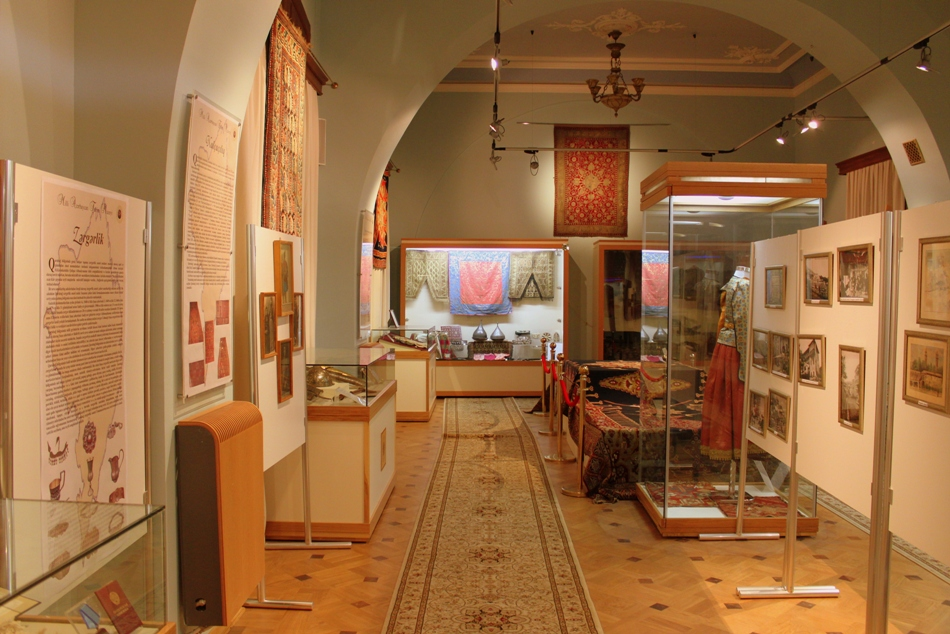
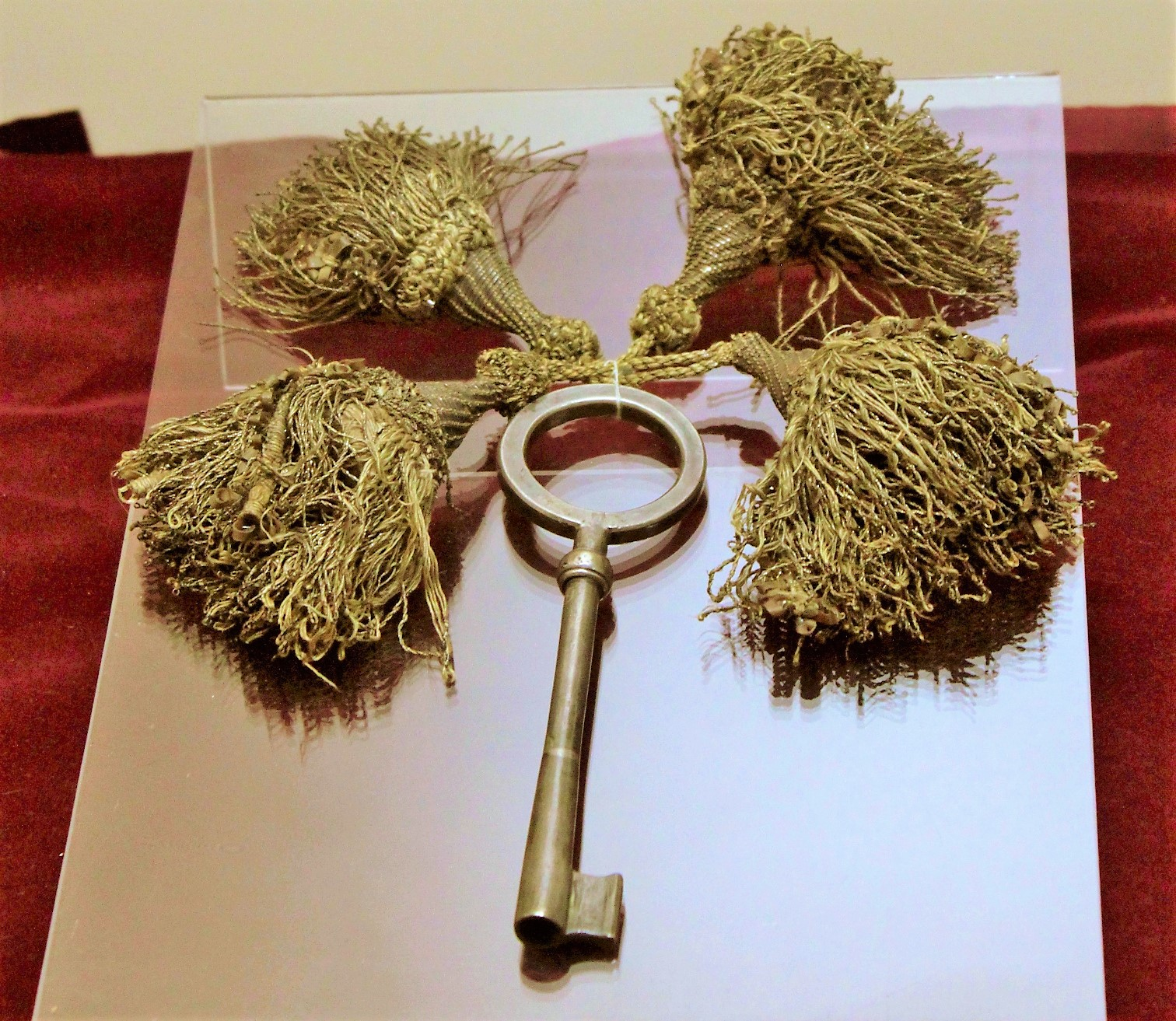

Col·lecció numismàtica
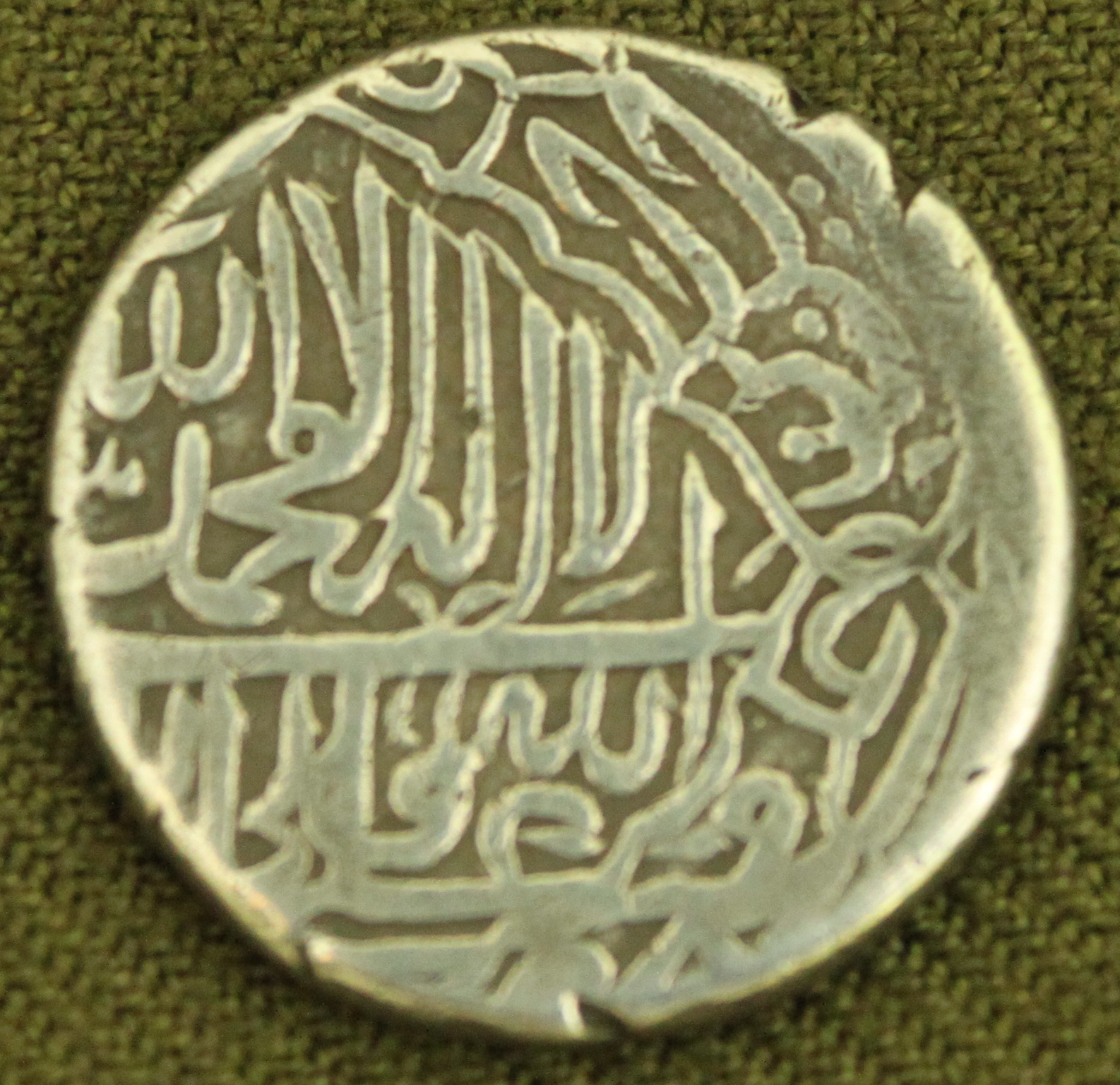
Sah ‘Abbās I el Gran. Moneda de plata, 1587.
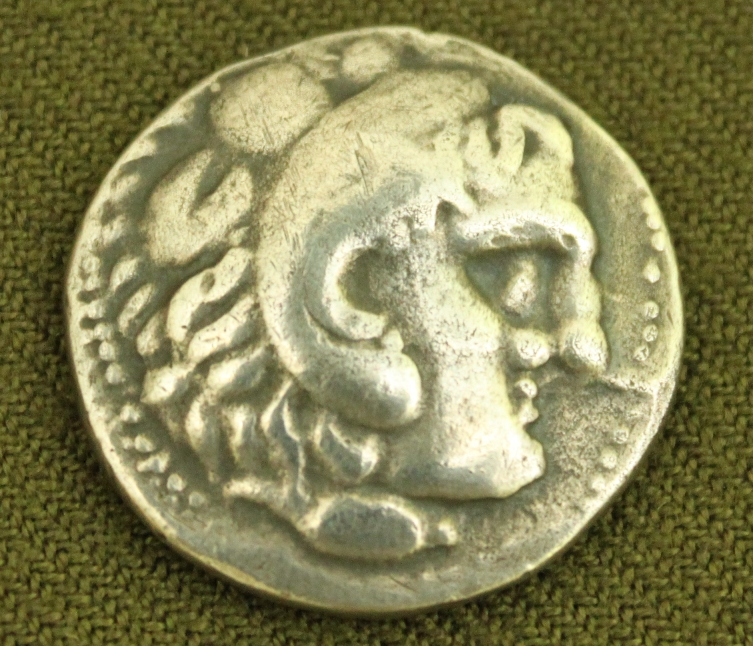
Albània caucàsica. Tetradracma (imitació) amb el retrat d'Alexandre Magne.
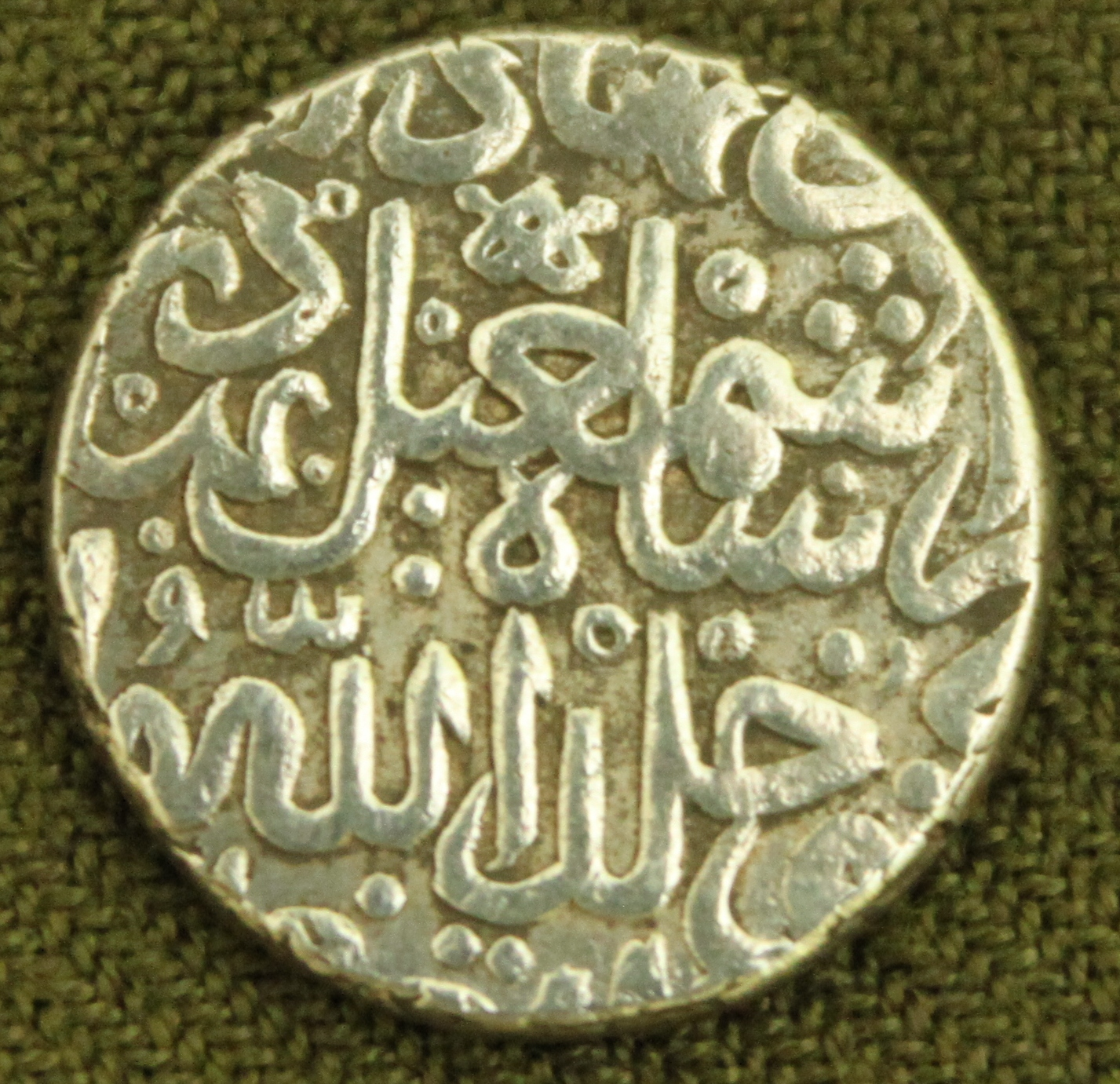
Ismail I. Moneda de plata, 1507.
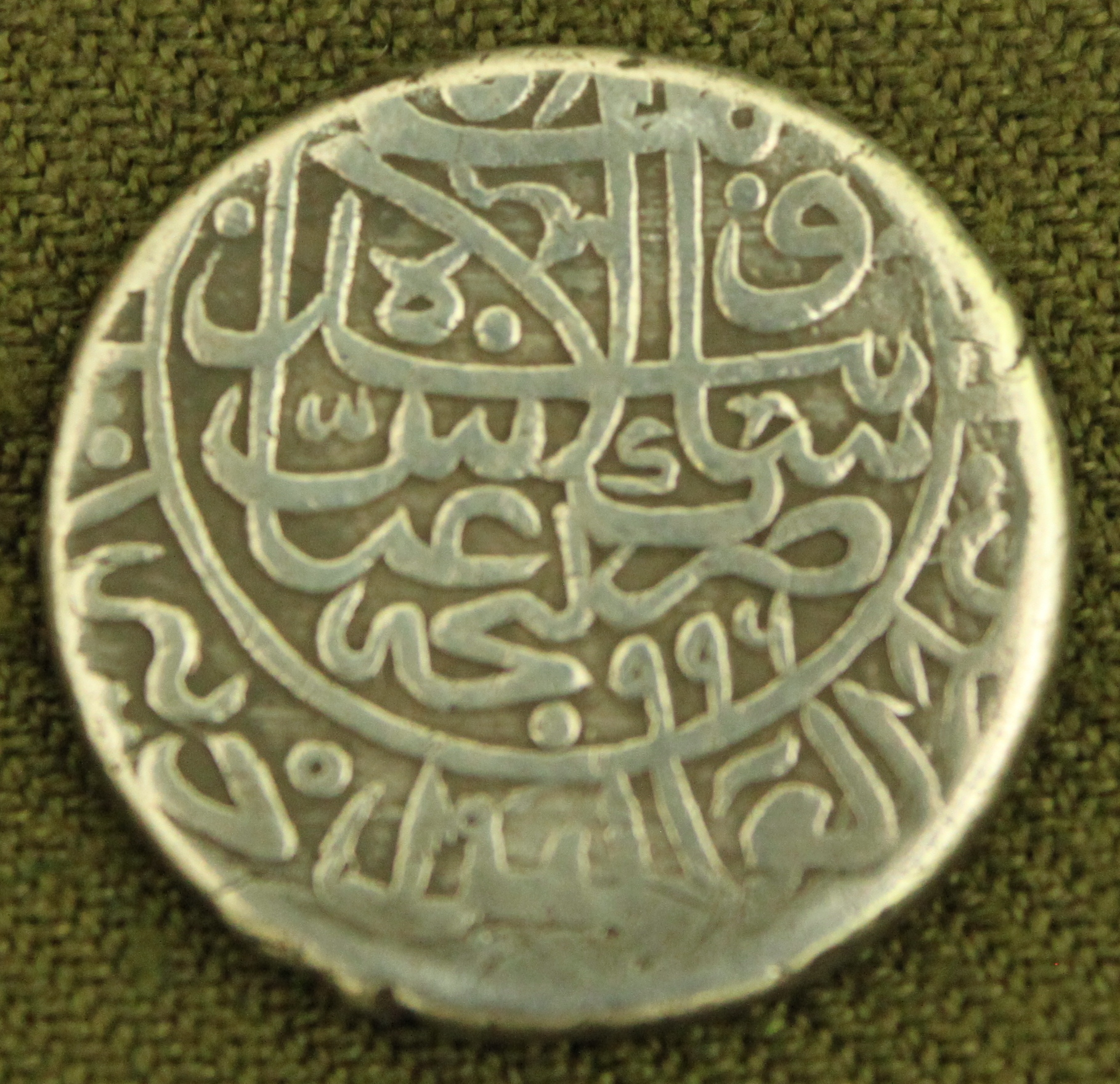
Sah ‘Abbās I el Gran. Moneda de plata, 1587.
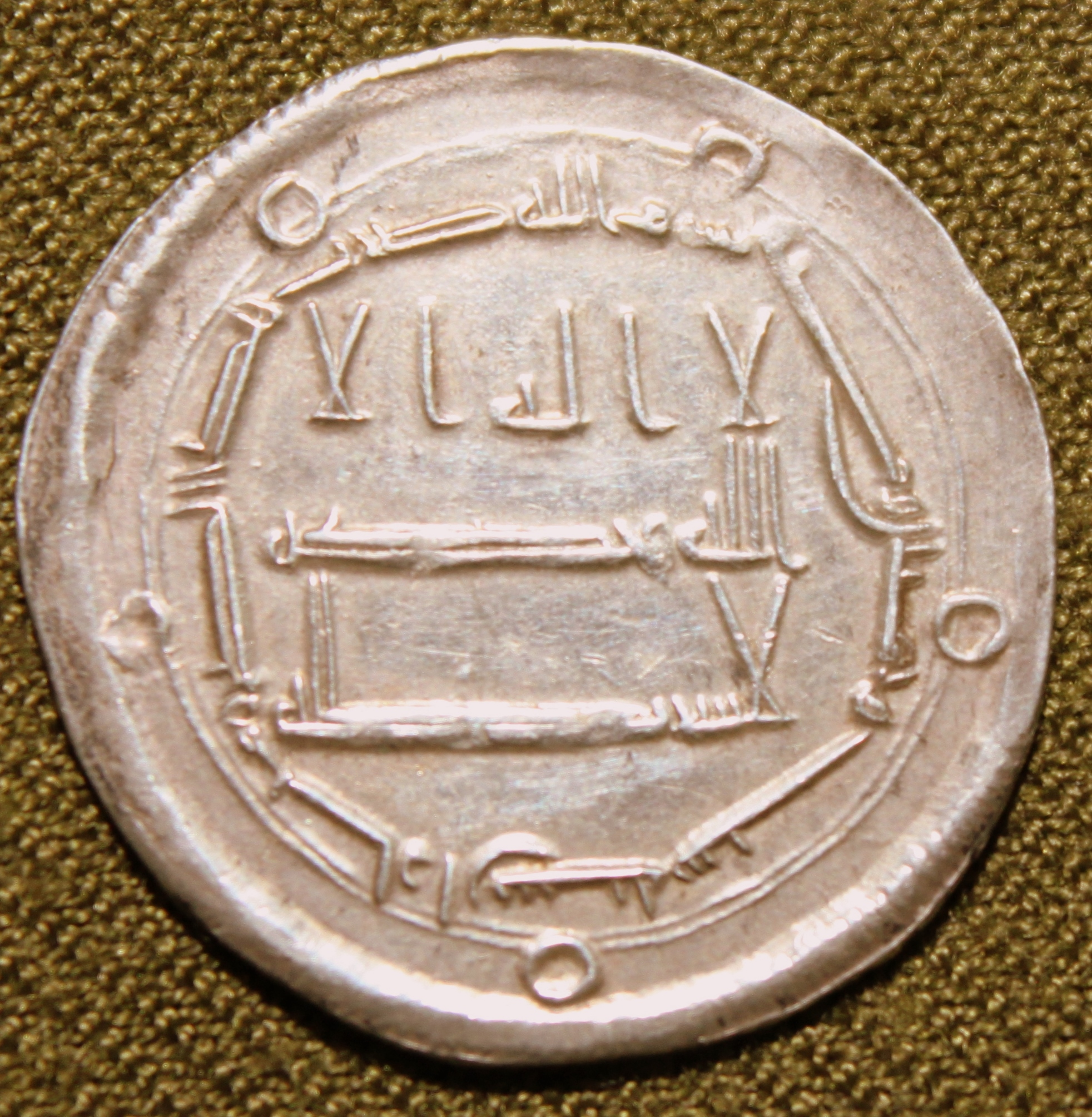
Shirvanshah Muhammad bin Yazid, dirham de plata, 1398.
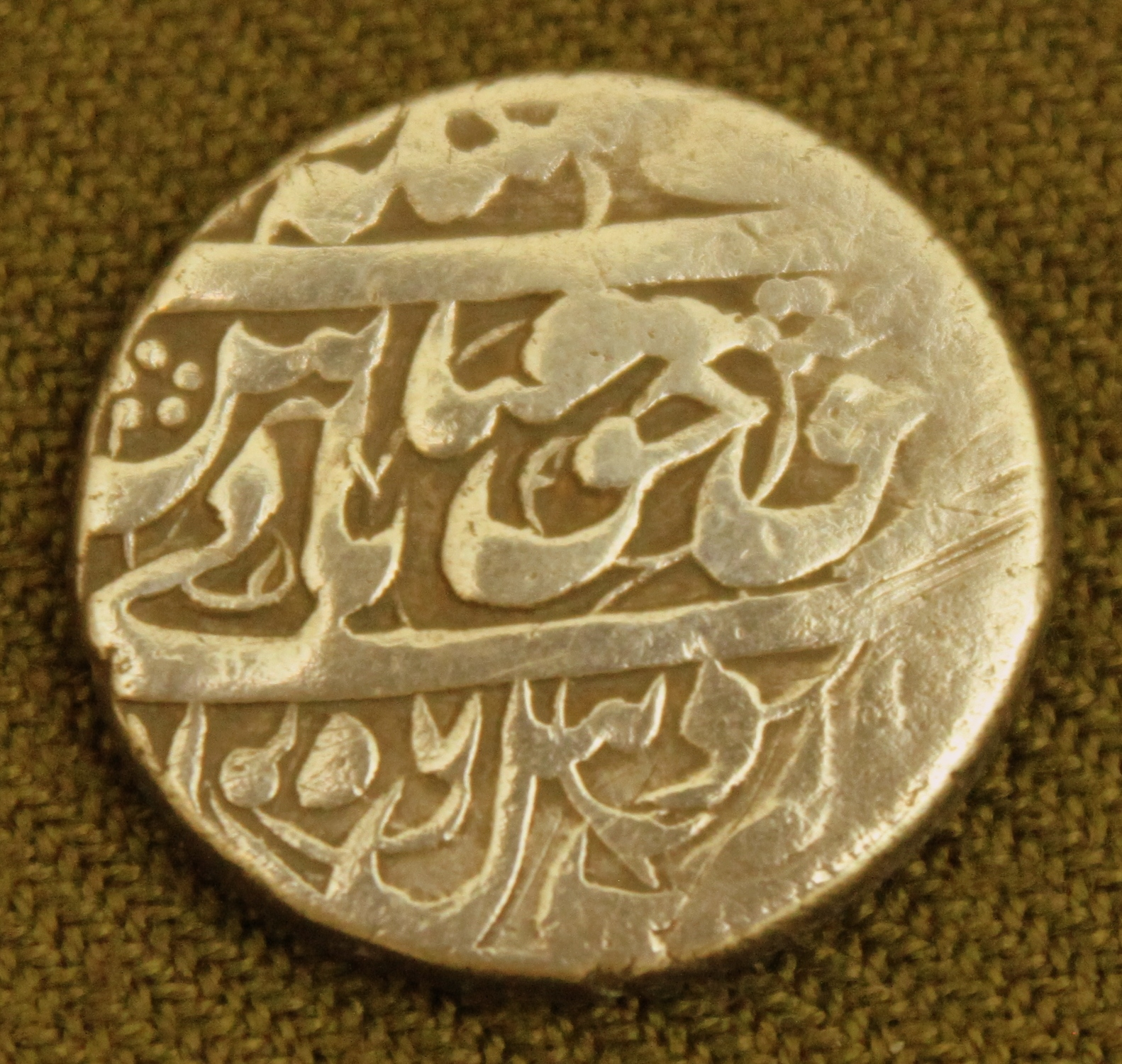
Safavid Abbas II de Pèrsia, moneda de plata, 1647.
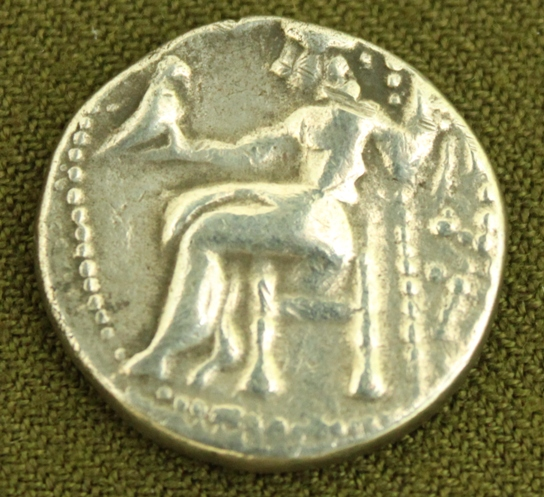
Albània caucàsica. Tetradracma (imitació) amb el retrat d'Alexandre Magne.
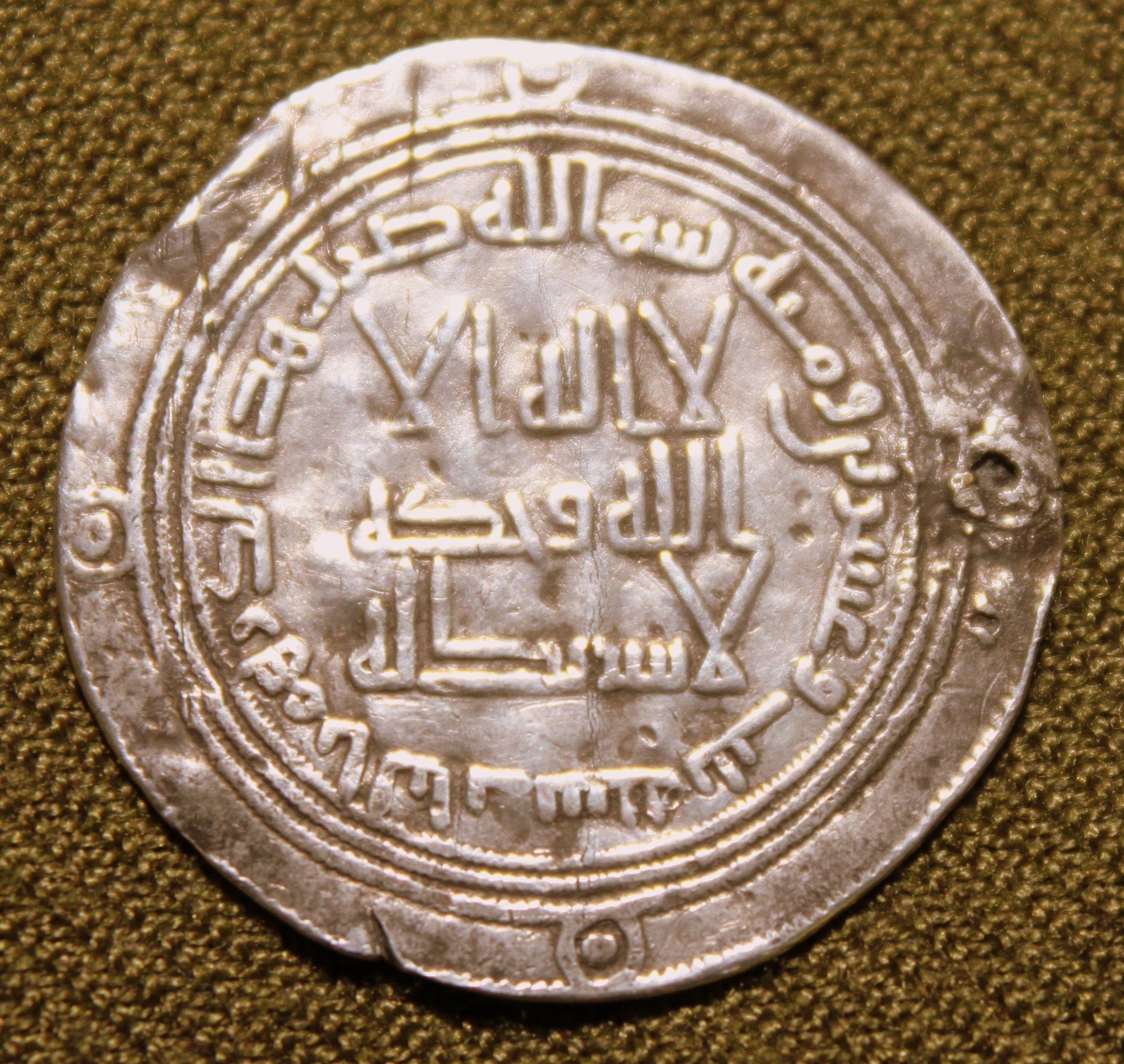
Dinastía d'Amavid, dirham de plata, Derbent.
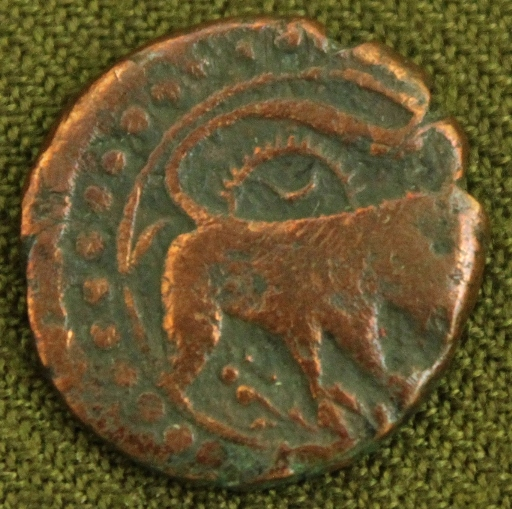
Şuşa.
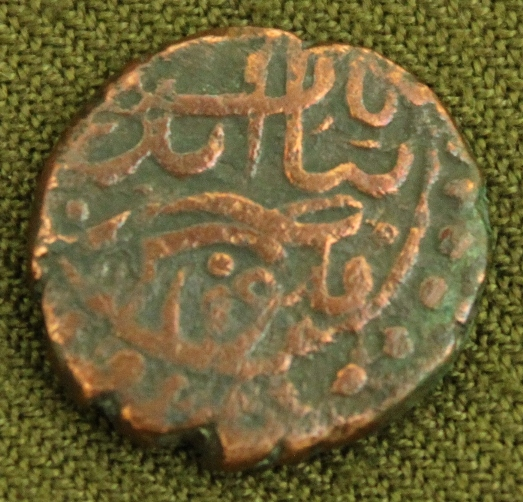
Şuşa.